# Мінтерм
Для булевої функції з {\displaystyle n} змінних ({\displaystyle {x_{1},\dots ,x_{n}}}), елементарна кон'юнкція, в якій кожна з {\displaystyle n} змінних набуває значення одиниці лише на одному з кортежів своїх змінних називається
мінтермом (конституентою одиниці). Отже, мінтерм це логічний вираз, який використовує лише операцію доповнення та операцію кон'юнкції. Кількість різних мінтермів дорівнює кількості кортежів змінних, тобто 2n для n змінних.
Наприклад, {\displaystyle abc}, {\displaystyle ab'c} і {\displaystyle abc'} — три з восьми мінтермів для булевої функції з трьох змінних(a,b i c). Читаються ці вирази як «a і b і c», «a і не b і c „ a і b і не c“ відповідно.

## Індексація мінтермів
Кожний мінтерм має свій індекс, заснований на двійковому кодуванню(індекс показує скільки бітів (одиниць) було додано до мінтерму). Значення 1 присвоюється змінній ({\displaystyle x_{i}}), відповідно 0 присвоюється змінній({\displaystyle x'_{i}}). Щоб краще це зрозуміти розглянемо кілька прикладів. Мінтерму {\displaystyle abc'} (110) присвоюють індекс 6 {\displaystyle m_{6}} (до нього було додано шість одиниць), {\displaystyle m_{0}} з тих самих трьох змінних означає {\displaystyle a'b'c'} (000), а {\displaystyle m_{7}} — {\displaystyle abc} (111).

## Функціональна еквівалентність
Очевидно, що мінтерм n дає істинне значення (наприклад,1) тільки для однієї комбінації вхідних змінних. Наприклад,{\displaystyle m_{5}} ({\displaystyle ab'c}) є істинним лише коли {\displaystyle a} і {\displaystyle c} є істинним, а {\displaystyle b'} — хибним, тобто {\displaystyle a} і {\displaystyle c} дорівнюють 1, а {\displaystyle b} дорівнює 0.
Побудуємо таблицю істинності для деяких трьох змінних та функції суми бітів(sum), вона буде виглядати так:
| a | b | c | sum(a, b,c) |
| - | - | - | ----------- |
| 0 | 0 | 0 | 0           |
| 0 | 0 | 1 | 1           |
| 0 | 1 | 0 | 1           |
| 0 | 1 | 1 | 0           |
| 1 | 0 | 0 | 1           |
| 1 | 0 | 1 | 0           |
| 1 | 1 | 0 | 0           |
| 1 | 1 | 1 | 1           |

Тепер запишемо мінтерми цієї функції(ті кортежі змінних, де функція набуває істинного значення). Такими будуть {\displaystyle m_{1},m_{2},m_{4},} та {\displaystyle m_{7}}. Тоді функцію {\displaystyle sum(a,b,c)} ми можемо представити у вигляді чотирьох мінтермів: {\displaystyle sum(a,b,c)=m_{1}+m_{2}+m_{4}+m_{7}=(a'b'c)+(a'bc')+(ab'c')+(abc)}.